# Werner Eschauer
Werner Eschauer (Hollenstein an der Ybbs, 26 aprile 1974) è un ex tennista austriaco.
Debutta nel tennis professionistico nel 1998, dove chiude l'anno alla 347ª posizione della classifica mondiale Atp. 
I suoi migliori risultati ottenuti nel 2007 sono le vittorie ai Challenger di Lugano, Breslavia, Monza e Chiasso. Ha inoltre raggiunto la finale del torneo Atp di Amersfoort, incontro nel quale è stato sconfitto da Steve Darcis.